# Pedregalejo

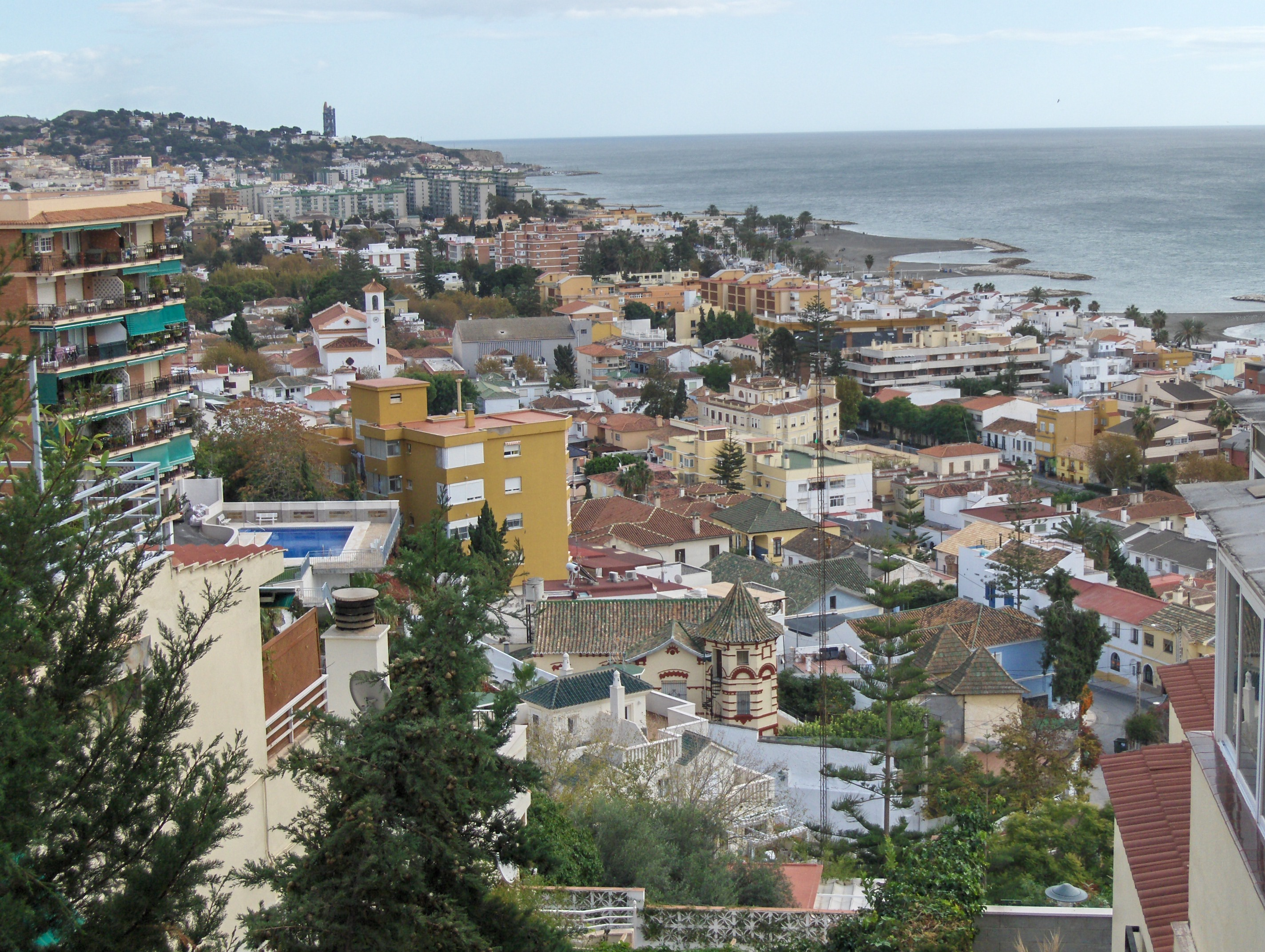
Blick über Pedregalejo

Pedregalejo ist ein Stadtteil Málagas, der dreieinhalb Kilometer östlich des Stadtzentrums direkt am Mittelmeer in der Bucht von Málaga liegt. Er galt als beliebtes Szene-Viertel Málagas, ist aber in den letzten Jahren deutlich ruhiger geworden.

## Lage und Gliederung
Der Stadtteil reicht vom Eukalyptushain beim Balneario Baños del Carmen bis zum fast das ganze Jahr über ausgetrockneten Flussbett Arroyo Jaboneros, das die Grenze zum ehemaligen Fischerort El Palo bildet. Markant ist der nördlich gelegene Hausberg San Antón mit seinen zwei bis zu ca. 500 Metern hohen Höckern.
Pedregalejo war früher ein Ortsteil von El Palo, welches nun ebenfalls ein Stadtteil Málagas ist. Viele ältere Bewohner unterscheiden nicht zwischen Pedregalejo und El Palo, auch wenn die Unterschiede deutlich sind: Pedregalejo ist – vor allem nördlich der Avenida Juán Sebastián Elcano – ein Wohnviertel mit seinem gut erhaltenen Fischerei-Viertel am Strand, in dem niedrige Bebauung vorherrscht. In El Palo sind dagegen höhere Gebäude anzutreffen und es geht deutlich geschäftiger zu.
Pedregalejo unterteilt sich in die Bereiche Baños del Carmen, Las Acacias, Pedregalejo Alto und ist verkehrstechnisch mit den Buslinien 11, N-1 (nachts) und 34 (unregelmäßig) mit dem Stadtzentrum verbunden. Eine U-Bahn-Verbindung ist langfristig in Planung. An der Küste verläuft die Nationalstraße 340 durch den Ort, einen Kilometer von der Küste entfernt führt oberhalb am Hang die Autobahn A-7 mit Abfahrten an Anfang und Ende des Ortes vorbei.

## Strand von Pedregalejo

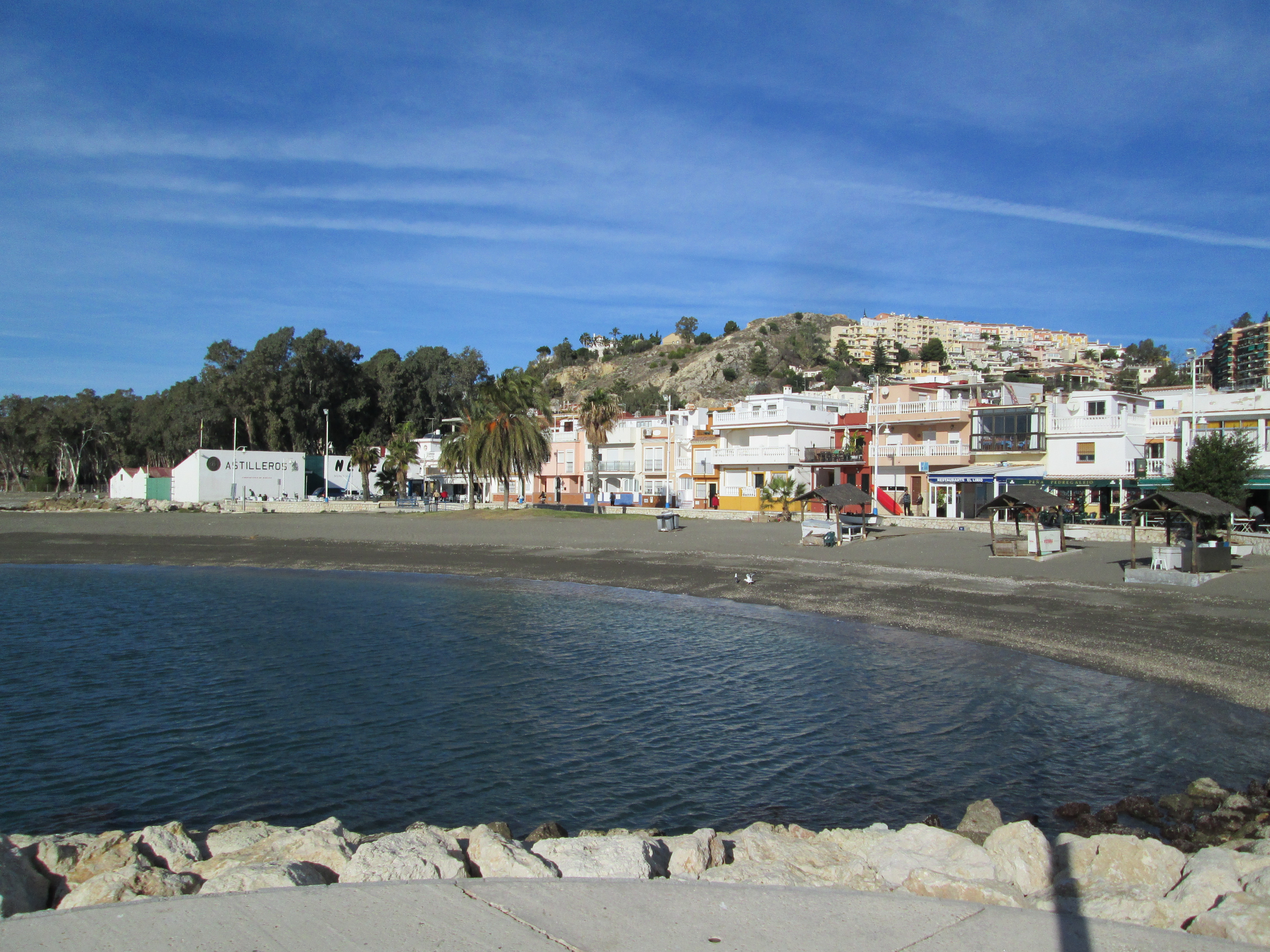
Strandpartie in Pedregalejo

An den durch Steinblöcke geschützten sichelförmigen Badebuchten an der Strandpromenade des Paseo Marítimos el Pedregal sind auf einer Länge von ca. 1200 Metern Fischrestaurants und Bars zu finden. Am feinsandigen Strand, der durch die im Landesinneren vorkommenden Schiefergesteine gräulich bis hellbraunfarben ist, liegen viele kleine Fischerboote, die jede Nacht bis auf sonntags ausfahren. Für Pedregalejo typisch sind aber auch jene Boote, auf denen, als Grillstationen umgewandelt, vor jedem Strandrestaurant frischer Fisch, vor allem Sardinen-Spieße, gegrillt wird. 
Pedregalejo galt als beliebtes Szene-Viertel Málagas, ist aber in den letzten Jahren ruhiger geworden. In den 1980er und frühen 1990er Jahren gab es entlang der Hauptstraßen Juán Sebastián Elcano und Calle Bolivia etliche Bars und Diskotheken. Damals gab es die Umgehungsautobahn Ronda de Málaga noch nicht, und der Fernverkehr führte über die N-340 mitten durch die beiden Hauptstraßen, wobei es an den Wochenenden durch die vielen ausgehfreudigen Malagueños, die auf den Straßen unterwegs waren, zu regelrechten Blockadesituationen kam. Daraufhin wurde der Barbetrieb in Pedregalejo und El Palo stark eingeschränkt, und der Großteil der Bars wanderte ins Zentrum ab.